# دوغلاس بايك
دوغلاس بايك (بالإنجليزية: Douglas Pike)‏ هو دبلوماسي ومؤرخ أمريكي، ولد في 27 يوليو 1924 في كاس ليك في الولايات المتحدة، وتوفي في 13 مايو 2002 في لوبوك في الولايات المتحدة.